# Řád Manuela Amadora Guerrera
Řád Manuela Amadora Guerrera (španělsky: Orden de Manuel Amador Guerrero) je nejvyšší vyznamenání Panamské republiky založené roku 1953. Udílen je občanům Panamy i cizím státním příslušníkům za zásluhy v oblasti vědy, umění či politiky.

## Historie
Řád byl založen při příležitosti 50. výročí nezávislosti Panamy dne 29. října 1953. Pojmenován byl po prvním panamském prezidentovi Manuelu Amadoru Guererrovi. Vzhled řádu v sobě spojuje vlivy evropské a incké tradice.

## Insignie
Řádový odznak má podobu bíle smaltovaného kříže s rameny spojenými bíle smaltovanými dekoracemi. Ve středu kříže je bíle smaltovaný kulatý medailon se zlatým portrétem prezidenta Manuela Amadora Guerrera v basreliéfu obklopeném zlatým nápisem ORDEN DE MANUEL AMADOR GUERRERO.
Řádová hvězda má podobu řádového odznaku položeného na zlaté dvanácticípé hvězdě.
Řádový řetěz je zlatý sestávající z článků v podobě zlatého inckého božstva a bíle smaltovaného lichoběžníku se zlatou výzdobou. Zlatý motiv zobrazuje stylizovaného ptáka, který svým ztvárněním vychází z inckých předloh. Celkem je těchto dekorací 32 a v řetězu jsou řazeny na přeskáčku.
Stuha je žlutá s pruhem tvořeným úzkým červeným, bílým a modrým proužkem.

## Třídy
Řád je udílen ve čtyřech řádných třídách:
- řetěz (Collar)
- velkokříž (Gran-Cruz)
- velkodůstojník (Gran-Oficial)
- komtur (Comemdador)

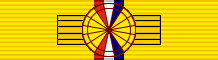
řetěz
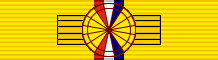
velkokříž
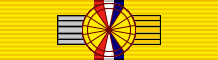
velkodůstojník
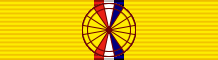
komtur